# Setge de La Rochelle (1627-1628)
El setge de La Rochelle va ser un fet d'armes de la guerra entre les forces reials de Lluís XIII de França i els hugonots de La Rochelle els anys 1627 - 1628. El setge forma els antecedents històrics de la novela  Els tres mosqueters  d'Alexandre Dumas (pare).
Per l'Edicte de Nantes (1598), Enric IV de França va reconèixer als hugonots amplis drets, convertint La Rochelle en una plaça segura per als hugonots francesos. Si aquest edicte va portar la pau al regne de França, va tenir també l'efecte de crear un Estat dins de l'Estat.
L'assassinat del rei Enric el 1610 i l'arribada al tron de Lluís XIII sota la regència de Maria de Mèdici va significar la tornada d'una política pro-catòlica enfront de la minoria protestant. El duc Henri de Rohan i el seu germà Benjamin, duc de Soubise, van encapçalar la resistència hugonot.
En 1621, les forces del rei van conquerir Saint-Jean-d'Angély i van intentar bloquejar La Rochelle. El tractat de Montpeller va imposar una treva. En 1625, els germans Rohan es van aixecar de nou en armes. L'illa de Ré va ser recuperada per les tropes del rei, però el cardenal Richelieu va determinar la supressió de la revolta hugonot com la primera prioritat del regne.

## Suport anglès

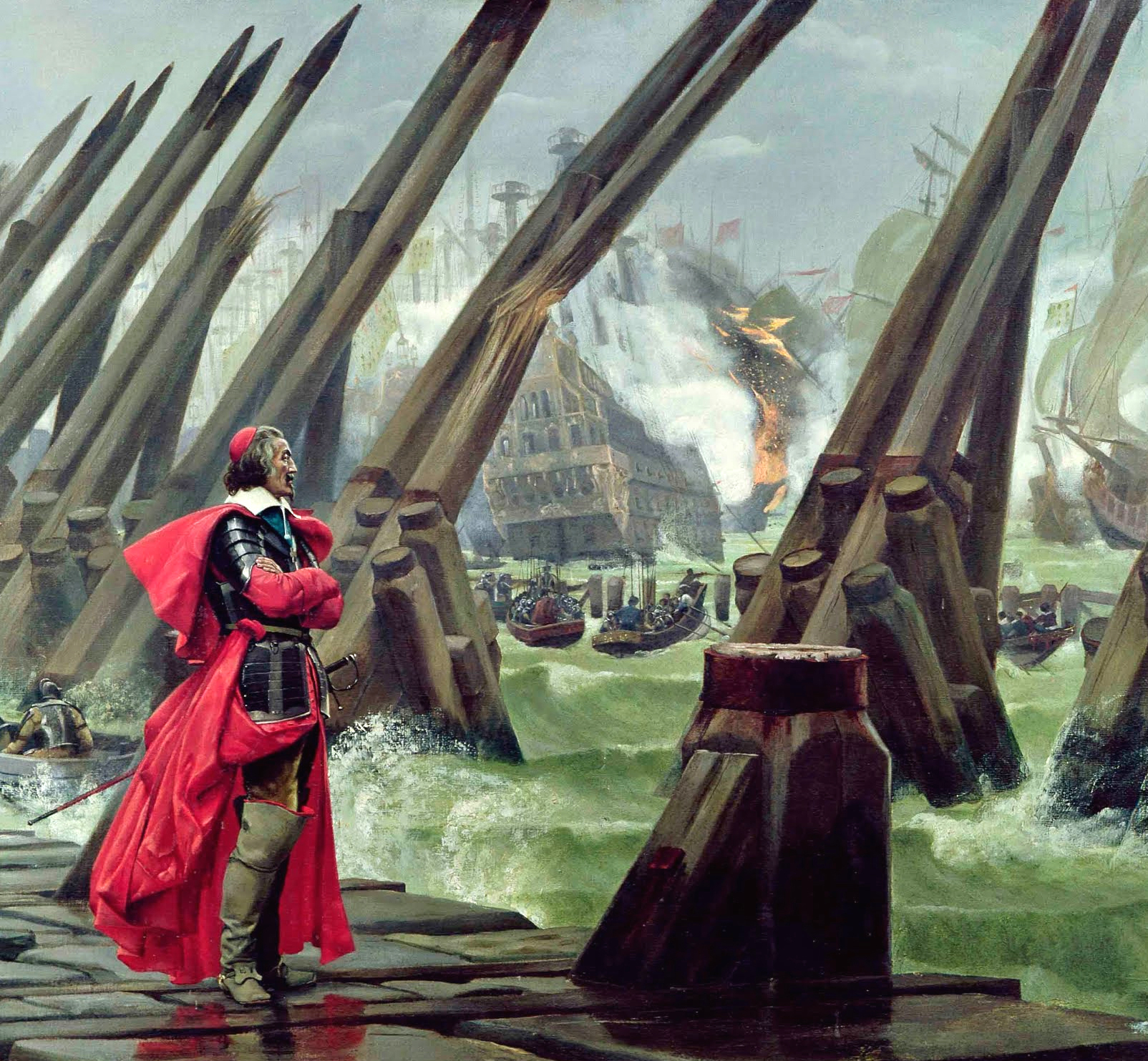
El Cardenal Richelieu en el setge de La Rochelle, Henri Motte, 1881

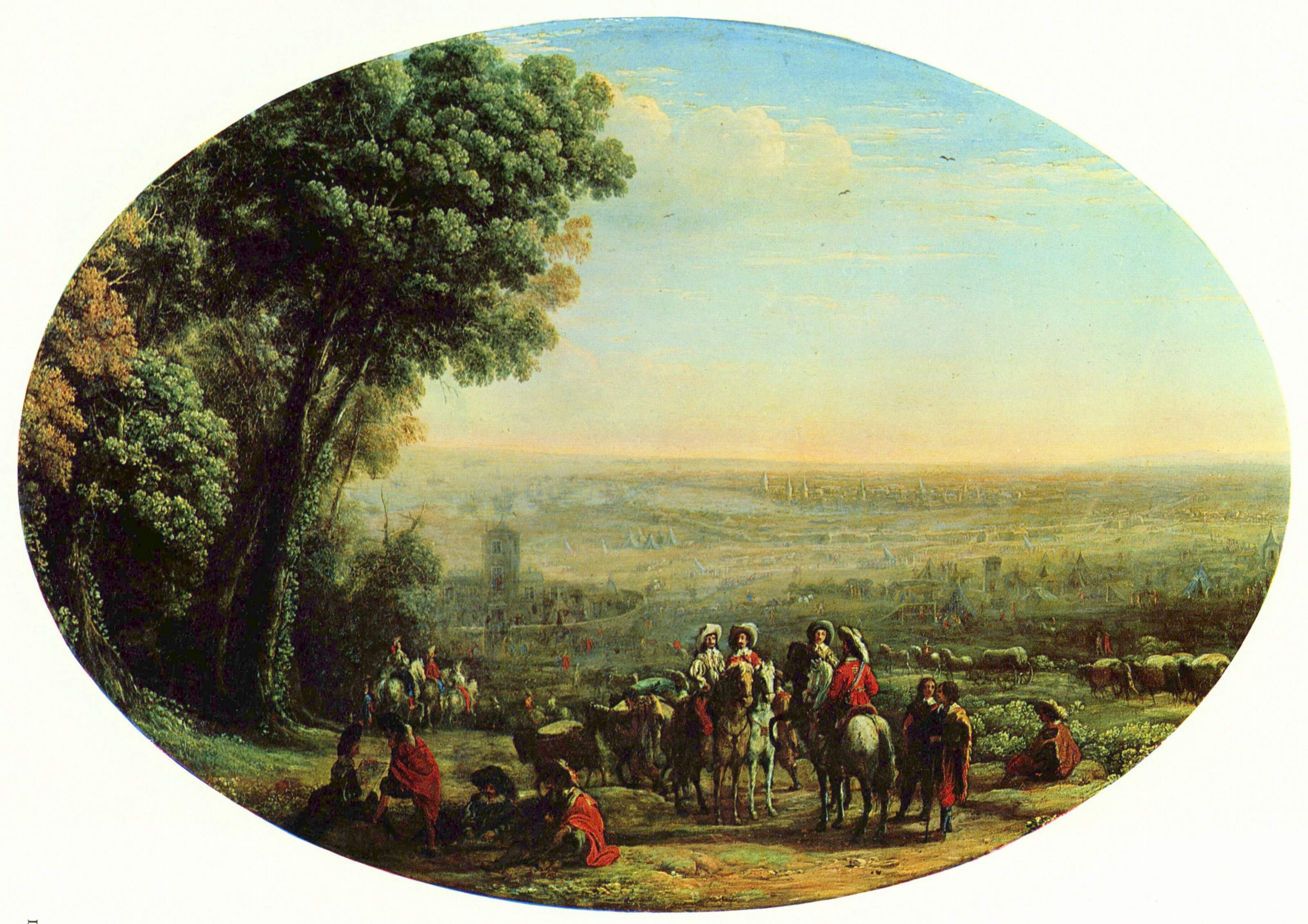
El setge de La Rochelle, Claude Lorrain, 1631.

El rei Carles I d'Anglaterra i d'Escòcia va decidir enviar una expedició per tal d'animar als hugonots a alçar-se en una nova revolta. La va dirigir el seu favorit George Villiers, 1r Duc de Buckingham, al comandament d'un centenar de vaixells i 6.000 homes. Al principi, la ciutat de La Rochelle va rebutjar l'ajuda de Buckingham i va negar l'accés de la flota al seu port. L'aliança es va oficialitzar al setembre. En aquells dies, Richelieu havia ordenat el setge de la Rochelle enviant un exèrcit de 20.000 homes amb la missió de fer-la rendir.
Des de Portsmouth, la flota va desembarcar al juliol de 1627 a l'illa de Ré, defensada pel marquès de Toiras al capdavant de 1.200 soldats. Buckimgham va iniciar un infructuós setge de la ciutadella de Saint-Martin-de-Ré, on es van refugiar les forces de Toiras, fins a l'octubre. Després del desembarcament de 4.000 soldats francesos dirigits pel mariscal Henri de Schomberg al sud de l'illa el 20 d'octubre, Buckingham va intentar un darrer assalt. Després d'aquest, es va replegar cap al nord de l'illa amb el propòsit de reembarcar a seus 2.000 supervivents.

## Desenvolupament tàctic
L'agost de 1627, les forces reals manades per Charles de Valois, duc d'Angulema, van iniciar el setge de la Rochelle. Quan el 10 de setembre els canons de la plaça van obrir foc, es va iniciar la tercera revolta hugonot. Henri de Rohan va intentar aixecar un exèrcit al sud de França que acudís en ajuda. Els enginyers reals van aïllar la ciutat traçant 12 quilòmetres de trinxeres reforçades per onze forts i divuit reductes. Finalitzades aquestes obres a l'abril de 1628, estaven guarnides per un exèrcit de 30.000 soldats. A més, Richelieu va ordenar la construcció d'un dic que tallés l'accés marítim a la plaça. Quatre mil obrers el van aixecar a les ordres de l'enginyer Clément Matézeau sobre restes de navilis enfonsats, i en el mateix es van emplaçar canons per fer front als vaixells anglesos que intentessin acostar. A partir de març, cap vaixell ho va poder travessar.

## La presència espanyola
Richelieu va acceptar la proposició de crear una aliança francoespanyola contra els seus enemics comuns protestants. Una flota espanyola de 30-40 navilis va arribar al golf de Morbihan tres setmanes després que el duc de Buckingham abandonés l'illa de Ré. Des d'allà va marxar fins a les proximitats de la Rochelle, on va romandre ancorada sense arribar a participar en els combats.

## Esforços d'ajuda anglesos
Anglaterra va intentar enviar dues flotes més en ajuda dels hugonots rochelenses. La primera va salpar a l'abril de 1628 però va retornar sense arribar a combatre. La segona, va bombardejar les posicions franceses al setembre i va intentar forçar el bloqueig, després d'això va tornar a Anglaterra.

## Epíleg
Els habitants de La Rochelle resistir durant catorze mesos sota el lideratge de l'alcalde Jean Guitton abans de rendir-se el 28 d'octubre de 1628. La població de la Rochelle, que era una de les més populosos ciutats franceses, va baixar de 27.000 a 5.000 habitants a causa de les baixes, la fam i les malalties. La rendició va ser incondicional i sota els termes de la Pau d'Alès, els hugonots van perdre els seus drets territorials, polítics i militars, encara que van conservar la llibertat religiosa atorgada per l'Edicte de Nantes. A més dels seus aspectes religiosos, la conquesta de la Rochelle significar un moment important en el procés de construcció de la monarquia absolutista francesa.
Se sap que el filòsof francès Descartes va visitar l'escena del setge el 1627.